# Данеборг

Данеборг на карте Северо-Восточного Гренландского национального парка

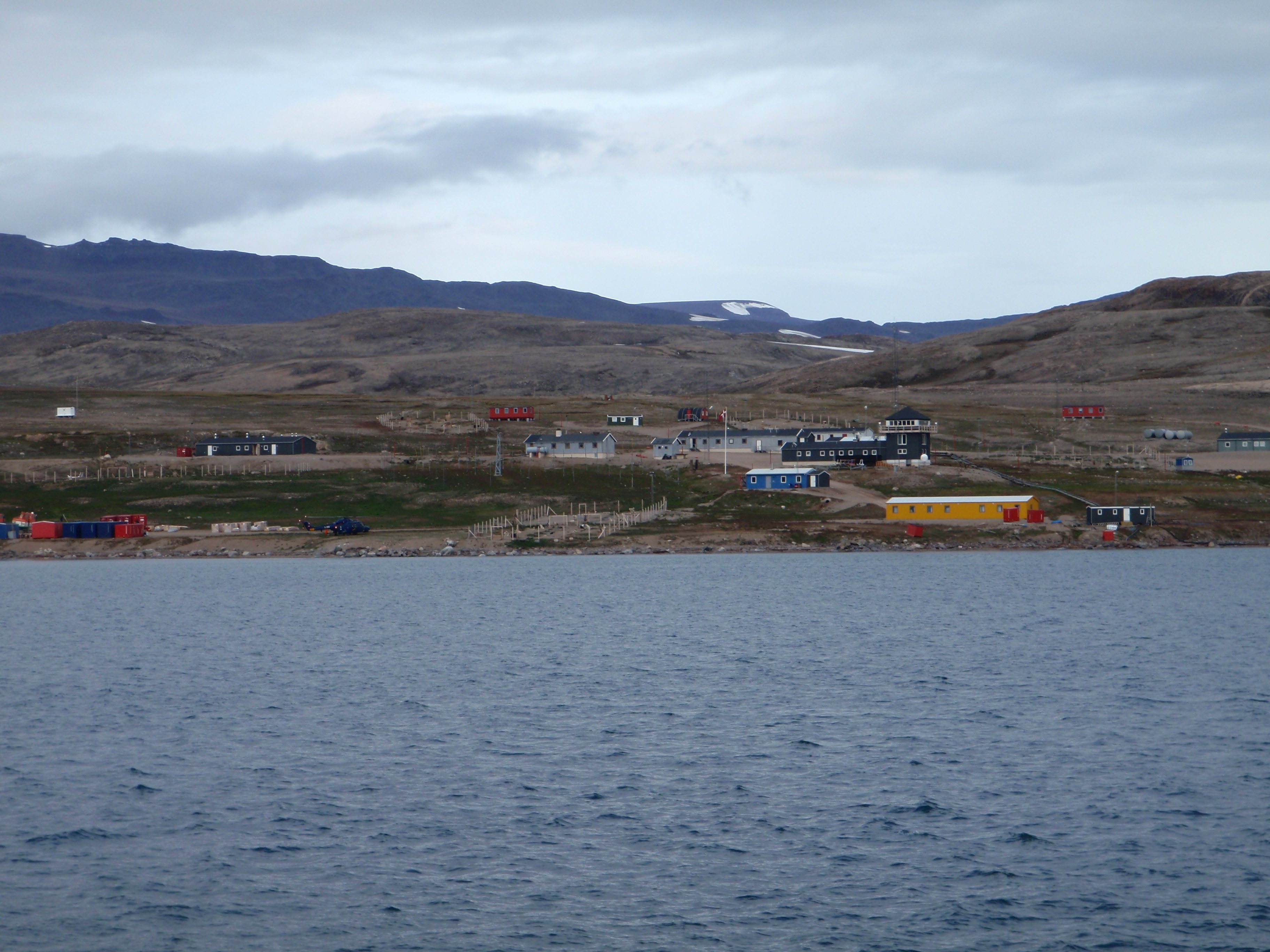
Вид на Данеборг с юга (12 августа 2008 года)

Данеборг (также Станция Данеборг) — станция на южном побережье Земли Уолластона у входа в пролив Юнга на берегу Гренландского моря, в 250 км к северу от Местерсвига. В Данеборге располагается штаб патруля «Сириус» (дат. Slædepatruljen SIRIUS) — службы, обходящей Северо-Восточный Гренландский национальный парк на собачьих упряжках. Постоянно на станции присутствуют 12 человек, тогда как летом население увеличивается. Климат арктический.

## История
Ранее штаб патруля располагался в Эскимонэс, в 27 км к юго-востоку от нынешнего Данеборга, на южном берегу Клаверинга. Там же располагалось и последнее поселение инуитов в северо-восточной Гренландии (1823). Эта станция была разрушена в ходе немецкой высадки 13 марта 1943 года.
Станция на месте нынешнего Данеборга была открыта летом 1944 г. капитаном Береговой охраны США Каттером Сторисом и обслуживалась составом в шесть человек из 8-го Метеорологического подразделения.
После окончания войны станция перешла в ведение санного патруля в качестве нового штаба. Частично станция была отстроена с использованием материалов, взятых с немецкой станции Лилль Колдвей, основанной в ходе операции «Эдельвейс II» дальше к северу.